# Emil og grisebassen
Emil og grisebassen er en svensk børnefilm fra 1973, instrueret af Olle Hellbom og med manuskript af Astrid Lindgren. Filmen efterfulgte Nye løjer med Emil fra Lønneberg, som udkom året før i 1972.  
Allan Edwall, der spillede Emils far Anton, blev i 1974 tildelt en Guldbagge for sin præstation i filmen.

## Rolleliste
- Jan Ohlsson - Emil Svensson
- Lena Wisborg - Ida Svensson
- Allan Edwall - Anton Svensson
- Emy Storm - Alma Svensson
- Björn Gustafson - Alfred
- Maud Hansson - Line
- Carsta Löck - Tyttebær-Maja
- Isa Quensel - Tyttebær-Majas stemme
- Hannelore Schroth - Fru Petrell
- Marianne Nielsen - Fru Petrells stemme
- Jan Nygren – auktionsholder
- Pierre Lindstedt – Bulten i Bo
- Göthe Grefbo – Kråkstorparn
- Georg Årlin - prosten
- Curt Masreliez og Sven Holmberg som Good Templar-medlemmer
- Gisela Hahn - lærerinden
- Astrid Lindgren - fortæller